# Pišece
Pišece so vas v Bizeljskem gričevju v Občini Brežice.
Kraj je središče Krajevne skupnosti Pišece ter Župnije Pišece. V jedru gručasta središčna vas v severnem delu Bizeljskega gričevja leži na južnem prisojnem vznožju gozdnate Orlice (701 m). Območje Pišec je dovolj široko odprto vplivom subpanonskega podnebja, hkrati pa zaščiteno z vzporednim gorskim hrbtom (Orliškim hribovjem), ki preprečuje vdor hladnega zraka s severa. Podnebje je zaradi tega zelo sončno in milo, tako da poljski pridelki dozore pol meseca hitreje kot na severni strani Orlice. Znana je pišečka marelica. Po gričih v okolici so vinogradi in sadovnjaki, med njimi pa so raztreseni zaselki Čerenje, Prekože, Orehovec in Pilštanj. Na strmih pobočjih Orlice rastejo listnati gozdovi.
Skozi naselje drži cesta iz Globokega proti Bizeljskemu in se tu odcepi cesta v Pavlovo vas. Na jugu je dolina potoka Gabernice, ki izvira tik nad župniščem v votlini imenovani Duplo. Voda se uporablja za vodovod, ima pa stalno temperaturo 12 oC in tudi v sušnih mesecih ne presahne. Pri izviru je tudi začetek prve vodne učne poti v Sloveniji. Mlajši vaščani so zaposleni večinoma v Brežicah in Krškem. Na griču (352 m) severozahodno nad vasjo stoji grad Pišece iz 13. stoletja z angleškim vrtom, kjer raste več eksotičnih dreves. Sedanja župnijska cerkev sv. Mihaela je baročna stavba s konca 18. stoletja. V Krajevnem leksikonu Dravske banovine iz leta 1937 sta poleg že navedenih zaselkov omenjena še Okrog in Orešje.

## Zgodovina
Kraj se v virih prvič omenja leta 1268. Prva omemba župnije sega v leto 1651.
V času med okupacijo je v vaseh na območju Krajevne skupnosti Pišece imelo začasen dom 110 družin oziroma več kot 420 ljudi, ki so se sem zatekli iz izseljenega pasa. 1. maja 1943 so Nemci v vasi ustrelili 10 talcev. Dne 7. julija 1944 je 1. bataljon Kozjanskega odreda tu uničil žandermerijsko postajo in postojanko vermanov, decembra istega leta pa so bili požgani šola, župnišče in stavba Heimatbunda.

## Prebivalstvo
Število prebivalcev po letih:
| Leto    | 1869 | 1880 | 1890 | 1900 | 1910 | 1931 | 1948 | 1953 | 1961 | 1971 | 1981 | 1991 | 2002 |
| ------- | ---- | ---- | ---- | ---- | ---- | ---- | ---- | ---- | ---- | ---- | ---- | ---- | ---- |
| Število | 254  | 475  | 440  | 443  | 462  | 483  | 542  | 547  | 514  | 482  | 426  | 399  | 312  |

Etnična sestava 1991:
- Slovenci: 387 (97 %)
- Hrvati: 2
- Srbi: 2
- Jugoslovani: 1
- Neznano: 7 (1,8 %)

## Pomembni Pišečani
- Milan Čopič (1925–1989), atomski fizik
- Špelca Čopič (1922–2014), umetnostna zgodovinarka, likovna kritičarka in profesorica
- Sara Dirnbek (* 1993), dramska in filmska igralka
- Martin Dušič (* 1948), učitelj in ravnatelj
- Moscon, plemiška rodbina

- Julij Franc Alfred von Moscon (1839–1927), avstrijski državni in štajerski deželni poslanec
- Alfred von Buttlar Moscon (1898–1972), avstrijski pisatelj, pesnik in prevajalec

- Maks Pleteršnik (1840–1923), jezikoslovec in slovaropisec
- Karel Pustak (16. stoletje), stotnik (»poglavar«) v puntarski vojski Ilije Gregorića[8]
- Oton Trabant (1816–1854), duhovnik in misijonar, sodelavec Ignacija Knobleharja
- Terezija Zupančič (rojena Ogorevc), mati pisatelja in politika Bena Zupančiča
- žena (ime neznano; 16. stoletje) Ilije Gregorića, grajska dekla na gradu Pišece[9]

## Znamenitosti
- Cerkev sv. Mihaela, župnijska cerkev, ob njej župnišče ter župnijski mlin
- Grad Pišece
- Rojstna hiša Maksa Pleteršnika
- Kovaški muzej Pišece
- pokopališče, grob Maksa Pleteršnika ter grobnica rodbine Moscon
- spomenik padlim borcem
- spomenik ustreljenim talcem leta 1943

## Ustanove
- Badminton klub Pišece
- Godba na pihala Pišece
- Društvo kmečkih žena Pišece
- Društvo za ohranjanje naravne in kulturne dediščine grad Pišece
- Oktet Orlica
- Osnovna šola Maksa Pleteršnika Pišece
- Prostovoljno gasilsko društvo Pišece
- Športno društvo Orlica Pišece
- Župnija Pišece